# Diolenius bicinctus
Diolenius bicinctus är en spindelart som beskrevs av Simon 1884. Diolenius bicinctus ingår i släktet Diolenius och familjen hoppspindlar. Inga underarter finns listade i Catalogue of Life.